# Hans Hornauer
Johann Baptist „Hans“ Hornauer (* 20. September 1902 in Reinhausen; † nach 1951) war ein deutscher Verlagsleiter, Vorsitzender des Landesverbandes Sachsen der deutschen Zeitungsverleger und Mitglied des Reichskultursenats.

## Leben und Wirken
Hans Hornauer trat zum 1. Oktober 1929 der NSDAP bei (Mitgliedsnummer 153.696). Ab August 1931 war er Geschäftsführer des damals neu gegründeten Nationalsozialistischen Verlags für den Gau Sachsen GmbH, in dem insbesondere die seit dem 1. August 1930 erscheinende nationalsozialistische Tageszeitung Der Freiheitskampf herausgegeben wurde. Damaliger Sitz des Verlages war in Dresden, Polierstraße 12/14. Ab dem Frühjahr 1933 war der Verlag am Wettiner Platz 10 zu finden, wo er die Räumlichkeiten der inzwischen verbotenen SPD-Tageszeitung Dresdner Volkszeitung übernommen hatte. Als Verlagsdirektor wurde Hornauer Anfang Juli 1933 zum ersten Vorsitzenden des Vereins sächsischer Zeitungsverleger berufen. Der Freiheitskampf war nicht nur eine amtliche nationalsozialistische Zeitung, sondern ab 1. Oktober 1933 auf Verfügung des sächsischen Justizministers Thierack auch amtliches Publikationsorgan der Justizbehörden. Der Verein sächsischer Zeitungsverleger wurde im Mai 1934 aufgelöst und gleichzeitig der Landesverband Sachsen des Reichsverbandes der deutschen Zeitungsverleger gegründet, der gleichzeitig die ständische Pflichtorganisation der Verleger alles Zeitungen in Sachsen wurde. Zum Leiter des Landesverbandes wurde Hans Hornauer berufen, der damit die berufliche Überwachung aller sächsischer Verleger übernahm.
Im November 1935 wurden er und der Dresdner Oberbürgermeister Ernst Zörner durch Joseph Goebbels in den neugebildeten Reichskultursenat berufen. 1936 war er Mitglied des Präsidialrates der Reichspressekammer.
Auf dem Reichsparteitag 1937 in Nürnberg wurde Hornauer durch eine Ehrenurkunde geehrt, die ihm der Presse-Reichsleiter Max Amann für langjährige Dienste überreichte.
1939 entstand nach seiner Idee die im Gauverlag in Dresden auf Pergament gedruckte Mappe Markante Worte aus den Reden des Gauleiter und Reichsstatthalter Pg. Martin Mutschmann. Aus den Zeiten des Kampfes um die Macht bis zur Vollendung des Großdeutschen Reiches, die aus Anlass von dessen 60. Geburtstag erschien.
Ende 1939 gründete Hornauer in Wien die „Hans Hornauer KG (Wien)“. Hornauer schied allerdings schon 1940 wieder aus und die Firma wurde in „Ostmärkische Zeitungsverlags-KG“ umbenannt.
1942 wurde er mit der Gründung der „Deutschen Ukraine-Zeitung“ beauftragt. Als solcher tritt er noch 1944 als Verleger in Erscheinung.
Als 1943 der Dresdner Anzeiger und die Dresdner Neueste Nachrichten zur Dresdner Zeitung zusammengelegt wurden, fungierte die „Dresdner Zeitung Hans Hornauer KG“ als Verlag der neuen Tageszeitung.
Bis zur Herausgabe der letzten Ausgabe des Freiheitskampfes im Mai 1945 wird im Impressum dieser Zeitung Hans Hornauer als Gauverlagsleiter genannt.
1950/51 arbeitete er bei der Nordbayerischen Zeitung in Nürnberg. In dieser Zeit wird ein Hans Hornauer als Kibitz-Agent für die Stay-behind-Organisation rekrutiert.